# 백조 공주 2
백조 공주 2(The Swan Princess II)는 미국에서 제작된 리처드 리치, 브라이언 니센 감독의 1997년 애니메이션 영화이다. 미쉘 니카스트로 등이 주연으로 출연하였고 자레드 F. 브라운 등이 제작에 참여하였다.

## 출연

### 주연
- 미쉘 니카스트로
- 더글러스 실스

### 조연
- 도널드 세이지 맥케이
- 더그 스톤
- 스티브 비노비치
- 조이 카멘

## 제작진
- 주제가: 렉스 드 아제베도